# NGC 6367
NGC 6367 је спирална галаксија у сазвежђу Херкул која се налази на NGC листи објеката дубоког неба.
Деклинација објекта је + 37° 45' 37" а ректасцензија 17h 25m 8,9s. Привидна величина (магнитуда) објекта NGC 6367 износи 14,3 а фотографска магнитуда 15,1. NGC 6367 је још познат и под ознакама MCG 6-38-20, CGCG 198-41, NPM1G +37.0555, near SAO 66035, PGC 60251.